# Tōta Kaneko
Pour les articles homonymes, voir Kaneko (homonymie).
Tōta Kaneko (金子 兜太) ; 23 septembre 1919 à Chichibu - 20 février 2018 à Kumagaya) est un poète japonais.
Kaneko étudie à l'université de Tokyo jusqu'en 1943 puis travaille pour la Banque du Japon. Il commence à écrire de la poésie sous la direction de son père Motoharu (nom de plume Isekiko) Kaneko. En tant que poète de haïku, il est influencé par Shūson Katō, Shizunojo Takeshita et Kusatao Nakamura. Après la guerre, il est l'un des principaux promoteurs du haïku moderne et introduit la métaphore dans la poésie haïku. En 1962, il fonde le groupe Kaitei. Il a publié, en commençant par l'anthologie Shōnen, plus de cinquante recueils de poésie. En 2008, il est désigné personne de mérite culturel et en  2010, lauréat du prix Kan-Kikuchi. 

## Biographie
Tōta Kaneko est considéré au Japon comme un des plus grands poètes de haïku (haïjin) du 20e siècle. Né en 1919 dans la région montagneuse de Chichibu, à une centaine de kilomètres au nord de Tokyo, il est le témoin, durant ses années de collège, de la montée du militarisme au Japon. Son père, médecin de campagne, est aussi un poète de haïku, « non professionnel » mais relativement connu au sein de l'école plutôt conservatrice de la revue Ashibi, dirigée par Shūōshi Mizuhara. Tout naturellement, Tōta participe au « club haïku » de son lycée, à Mito, dans la banlieue nord de Tokyo.
Ambitieux, animé d'un profond désir de changer la société, il réussit brillamment en 1941 au concours d'entrée de la faculté d'économie de la prestigieuse Université impériale de Tokyo. Dès ses années de lycée, Tōta publie des haïkus tous les mois dans la revue de « haïku réaliste » Dojō, dirigée par Seiho Shimada (ja), son premier maître. Mais Seiho Shimada, ainsi que deux de ses disciples, est arrêté en février 1941 par la police spéciale Tokkō (équivalent de la Gestapo en Allemagne) pour opinions subversives, au nom de la loi de préservation de la paix (chian iji hō). Shimada décède peu après sa libération provisoire, des suites d'une tuberculose contractée lors de son incarcération. Tōta Kaneko comprend que tous les jeunes poètes de sa génération sont condamnés à être persécutés par la police, en attendant d'être envoyés au front en tant que « simples troufions ». Bien qu'il soit persuadé que la guerre est perdue d'avance, il postule pour un poste d'officier réserviste dans la Marine, afin d'avoir « plus de chances de sauver sa peau ». Puis il choisit, sur un coup de tête, par idéalisme « puéril » (sic), la pire des affectations : le front du sud. Il regrettera ce choix toute sa vie. Après deux années passées comme lieutenant d'intendance aux Iles Truk, dans l'enfer de la débâcle, il rentre au Japon profondément changé.
Son premier recueil, Le jeune homme, publié 1955, est considéré comme le point de départ du « haïku social ». En 1957, Kaneko va encore plus loin que son nouveau maître, Shūson Katō — chef de file du « haïku humain » ou Ningen tankyū ha — en déclarant que le haïku social n'a aucun sens sans un engagement dans la vie réelle. Il est alors employé de la Banque du Japon, au sein de laquelle il est victime d'une croisade anti-communiste — chasse aux sorcières qu'il critique vivement dans ses écrits. Kaneko, jusqu'à sa retraite en 1979, restera au plus bas de la hiérarchie, tout en dirigeant le syndicat des employés de la Banque du Japon. En 1962, il crée la revue de haïku Kaitei, sorte d'étendard, aujourd'hui encore, de l'opposition au haïku traditionaliste — notamment au groupe Hototogisu dirigé par Kyoshi Takahama et ses descendants. Les centaines de membres de Kaitei revendiquent la liberté d'utiliser ou non un mot de saison (kigo), de respecter ou non la métrique des 5-7-5 syllabes, de traiter ou non de sujets de société. Kaneko crée le terme « haïku d'avant-garde » (zen'ei haiku) : il est le premier à utiliser la métaphore en haïku. Puis, il élabore peu à peu son concept de « haïku d'assemblage » (zōkei ron)  selon lequel le libre arbitre du haïjin est central dans l'assemblage des images, s'opposant toujours plus à l'école kachō fūei (« haïku sur les fleurs et les oiseaux ») du haïku traditionaliste. Grand spécialiste aussi du haïku classique, notamment de Issa et Bashō, il définit le haïku comme un art « animiste » et iconoclaste (arabonpu) à la fois, à l'image du style-Kobayashi Issa tardif. 
Ses positions politiques ne se démentent pas, surtout après l'accident nucléaire de Fukushima en 2011. Il critique vivement le gouvernement du premier ministre Shinzō Abe en calligraphiant une célèbre pancarte « Abe seiji wo yurusanai » (« Nous n'acceptons pas la politique d'Abe ») qui est un signe de ralliement, au Japon, depuis 2011, de l'opposition au redémarrage des centrales nucléaires et à la remilitarisation du pays. Ceci ne l'empêche pas d'obtenir des prix prestigieux, tels que le Prix de l'Académie japonaise des arts (2003), le Prix Kan-Kikuchi (2010), le Prix Asahi (2015), etc.
Kaneko meurt le 20 février 2018 à Kumagaya, juste après avoir calligraphié le texte du monument dédié aux poètes de haïku pacifistes persécutés pendant la Seconde Guerre mondiale. Le monument et le mémorial sont inaugurés à Ueda cinq jours après sa mort. Parmi ses disciples, on trouve le poète français et spécialiste d'Issa Seegan Mabesoone.